# Unconquered
Unconquered is een Amerikaanse avonturenfilm uit 1947 onder regie van Cecil B. DeMille. De film werd destijds uitgebracht onder de titel De onoverwinnelijken.

## Verhaal
Rond 1760 woedt er een strijd in de Amerikaanse koloniën tussen de pioniers en de indianen. Abby wordt als slavin overgebracht naar de Nieuwe Wereld. De kwaadaardige Martin Garth heeft een oogje op haar.

## Rolverdeling
| Acteur            | Personage          |
| ----------------- | ------------------ |
| Gary Cooper       | Christopher Holden |
| Paulette Goddard  | Abby               |
| Howard Da Silva   | Garth              |
| Boris Karloff     | Guyasuta           |
| Cecil Kellaway    | Jeremy Love        |
| Ward Bond         | John Fraser        |
| Virginia Campbell | Mevrouw Fraser     |
| Katherine DeMille | Hannah             |
| Henry Wilcoxon    | Kapitein Steele    |
| C. Aubrey Smith   | Opperrechter       |
| Victor Varconi    | Simeon Ecuyer      |
| Virginia Grey     | Diana              |
| Mike Mazurki      | Bone               |
| Porter Hall       | Leach              |
| Richard Gaines    | George Washington  |